# 1911 في الجزائر
الأحداث من عام 1911 في الجزائر.

## الأحداث
- احتلال الفرنسيين لتمنراست

## المواليد
- 30 يناير – عبد الرحمن فارس من قدماء الوفود المالية للجزائر
- مارس – آكلي مقران المعروف سي محند أولحاج عقيد في جيش التحرير الوطني الجزائري قائد للولاية التاريخية الثالثة في حرب التحرير.
- – محمد بلقايد الهبري عالم دين إسلامي ومن شيوخ الطريقة الشاذلية في الجزائر ومؤسس الطريقة الهبرية وأحد أعلام التصوف
- 15 ديسمبر – أحمد رضا حوحو كاتب جزائري